# Катетер Сван-Ганца

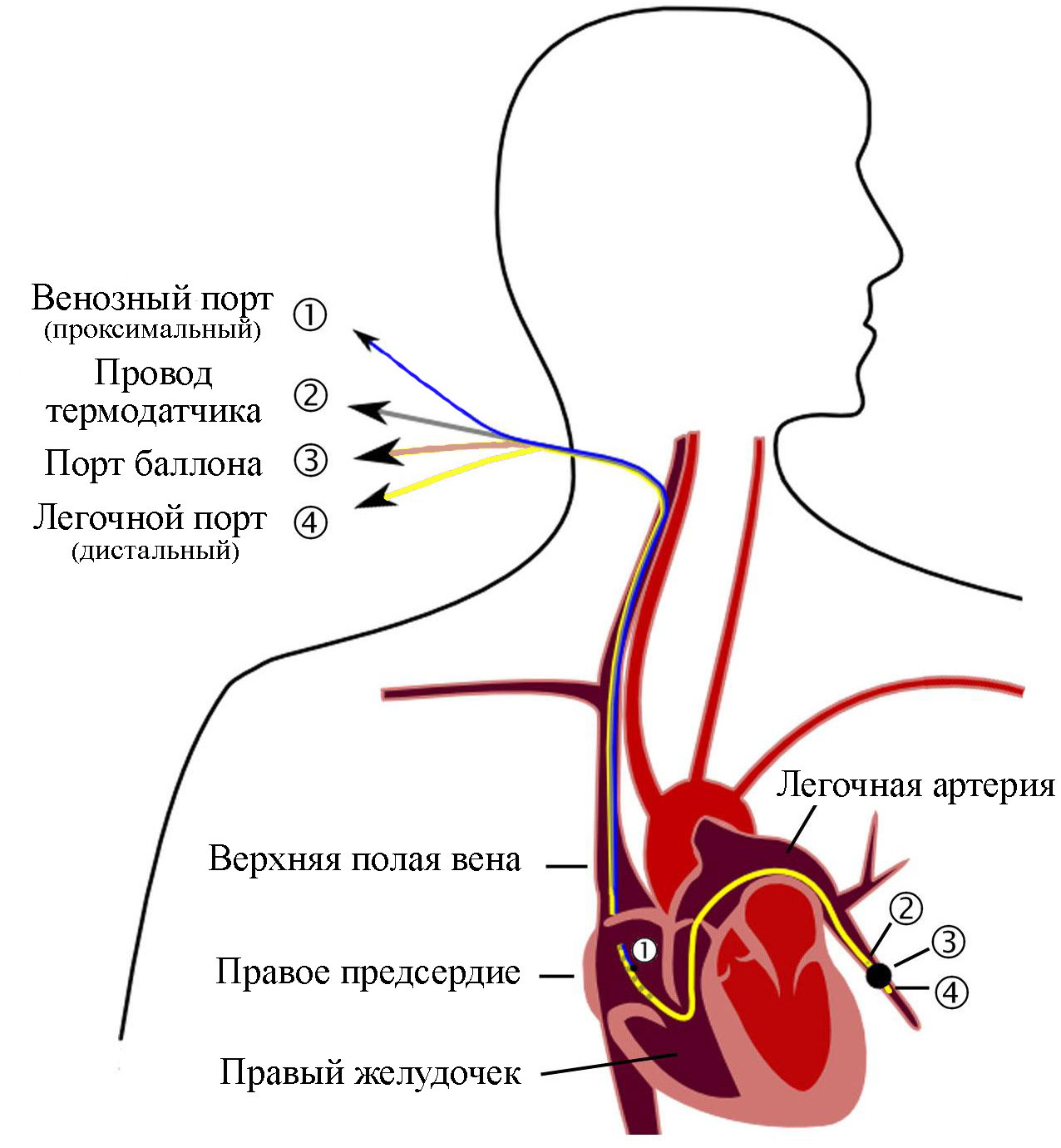
Схема положения катетера лёгочной артерии.

Катетер Сван-Ганца, катетер легочной артерии, ЛА-катетер англ. Swan-Ganz catheter — катетер, используемый в медицине для оценки параметров центральной гемодинамики (ЦВД, ДЛА, ДЗЛА/ДЗЛК, СВ).
Катетер был назван в честь его изобретателей врачей лос-анджелесской клиники Cedars-Sinai Medical Center Джереми Свана и Уильяма Ганца.

## Конструкция
Легочной катетер в классическом варианте это четырёхпросветный катетер с четырьмя «хвостами»: венозным (проксимальным) портом, коннектором термодатчика, портом для раздутия баллона и легочным (дистальным) портом. В зависимости от роста пациента катетер может иметь разные размеры (обычно это 7 F, 110 см длиной). Канал дистального порта открывается на конце катетера, проксимального — на некотором расстоянии от него (в зависимости от размера, примерно 30 см). На конце катетера расположен раздувающийся баллончик, на небольшом расстоянии до него располагается термодатчик.

### Разновидности катетера
В настоящее время в клинике используются разные типы легочных катетеров:
- Катетер редуцированного типа имеет только дистальный порт и порт баллончика. Это экономически дешёвый вариант.
- S-образный катетер для доступа из бедренной вены
- Катетер с дополнительным портом для внутривенной инфузии, канал которого открывается на 31 см от кончика.
- Катетер с электрокардиостимулятором:
  - с портом для желудочкового электрода, канал которого открывается на расстоянии 19 см от кончика. С помощью него можно проводить желудочковую стимуляцию. а также измерять давление в правом желудочке.
  - с имплантированными биполярными стимуляционными электродами. С их помощью можно осуществлять предсердную, атриовентрикулярную, желудочковую стимуляцию, а также использоваться для электрофизиологического исследования.
- Катетер с датчиком сатурации смешанной венозной крови
- Катетер для измерения фракции выброса правого желудочка (с быстрореагирующим термостатом)
- Катетер для непрерывного измерения сердечного выброса (с нагревным элементом)

## История изобретения
Статья о катетере легочной артерии была опубликована в 1970 году врачами лос-анджелесской клиники Cedars-Sinai Medical Center Джереми Сваном и Уильямом Ганцом в New England Journal of Medicine.
Джереми Сван, будучи главой отдела кардиологии, занимался проблемой измерения параметров центральной гемодинамики и их внедрения в практическую медицину. В те времена это были громоздкие, трудоемкие и опасные методики. С 1950-х годов Сван был знакомы с работой своего студента Рональда Бредли (Ronald Bradley) о технике «заплывающего гибкого катетера», который при введении в яремную вену самостоятельно, пассивно «доплывал» до правого желудочка и легочной артерии. Сван пытался внедрить этот метод в клинику, однако он оказался малоэффективным и вызывал много побочных эффектов. В 1967 году Сван отдыхал с семьёй на пляже и увидел яхту под парусом-спинакером. Ему пришло в голову использовать тот же принцип паруса для катетера, заводимого с током крови в легочную артерию. Эта идея была реализована в форме раздувающегося баллончика и показала высокую эффективность и простоту манипуляции. А его ассистент Ганц разработал технику измерения сердечного выброса методом термоделюции.

## Показания к катетеризации
В настоящий момент в связи с широким распространением данной технологии показания к постановке катетера Сван-Ганца ширятся. Однако в научной среде существует большая дискуссия относительно показаний, поскольку ряд рандомизированных исследований показал отсутствие улучшения прогноза больного при применении катетера.
Показания к катетеризации легочной артерии:
- Заболевания сердца:
  - ИБС с дисфункцией ЛЖ или недавно перенесённым ИМ
  - пороки сердца
  - сердечной недостаточностью различного генеза
- Заболевания лёгких:
  - острая дыхательная недостаточность
  - тяжёлые хронические обструктивные заболеваниями лёгких (прежде всего ХОБЛ).
- Для оценки волемического статуса при шоке, сепсисе, ОПН, ожоговой болезни, остром геморрагическом панкреатите
- Операционный и периоперационный период у кардиохирургических больных
  - при операциях коронарного шунтирования:
    - с низкой функцией ЛЖ (ФВ менее 40 %, КДДЛЖ более 18 мм рт. ст.)
    - с нарушениями кинетики миокарда ЛЖ
    - со свежим ИМ (менее 6 месяцев) или его осложнениями
    - со стенокардией напряжения высокого класса
    - Стеноз ствола левой КА более 75 %

  - операциях у пациентов с пороками клапанов
  - с наличием легочной гипертензии
  - сочетанное поражение КА и клапанов сердца
  - сложное поражение сердца
  - возраст пациента более 65 лет
  - пациенты с другими тяжёлыми системными заболеваниями
- При других видах операций
  - при операциях на аорте и других крупных сосудах
  - при операциях на заднечерепной ямке в положении сидя
  - при операциях шунтирования портальной вены
- При тяжёлых токсикозах беременных, отслойке плаценты

## Противопоказания к катетеризации
Абсолютных противопоказаний к катетеризации лёгочной артерии нет. К относительным противопоказаниям относятся:
- полная блокада левой ножки пучка Гиса (опасность развития полного AV-блока)
- WPW-синдром и аномалия Эбштейна (опасность возникновения тахиаритмий)
- гиперкоагуляция (опасность образования тромбов)
- гипокоагуляция, тромбоцитопения (опасность кровотечения)
- сепсис (катетер может служить источником инфекции)

## Методика постановки катетера
Перед установкой катетера должен быть налажен мониторинг: неинвазивное измерение АД, ЭКГ, пульсоксиметрия. Если катетер ставится пациенту в сознании, то должна быть проведена его адекватная седация. Поскольку пациент долго находится под стерильной салфеткой, то следует периодически задавать ему вопросы, контролируя тем самым уровень седации. Также необходимо установить носовой катетер для ингаляции кислорода в целях профилактики гипоксии.
Сначала в асептических условиях производится катетеризация центральной вены (предпочтительнее правая внутренняя яремная) по методике Сельдингера. При этом проводится специальный «катетер-футляр» (интродьюсер), через порт которого уже будет проводиться сам легочной катетер. Катетер-футляр фиксируется кожными швами.
После извлечения легочного катетера из стерильной упаковки на него осторожно надевается защитный стерильный футляр. Далее производится проверка баллончика, его надувают и опустошают специальным приложенным шприцем, при этом объём его обычно 1,5 мл (в зависимости от фирмы производителя). Затем каналы дистального и проксимального портов промываются гепаринизированным физиологическим раствором, а порты подсоединяются к датчикам для измерения давления. После этого производится установка нулевого значения давления датчика на уровне среднеподмышечной линии.

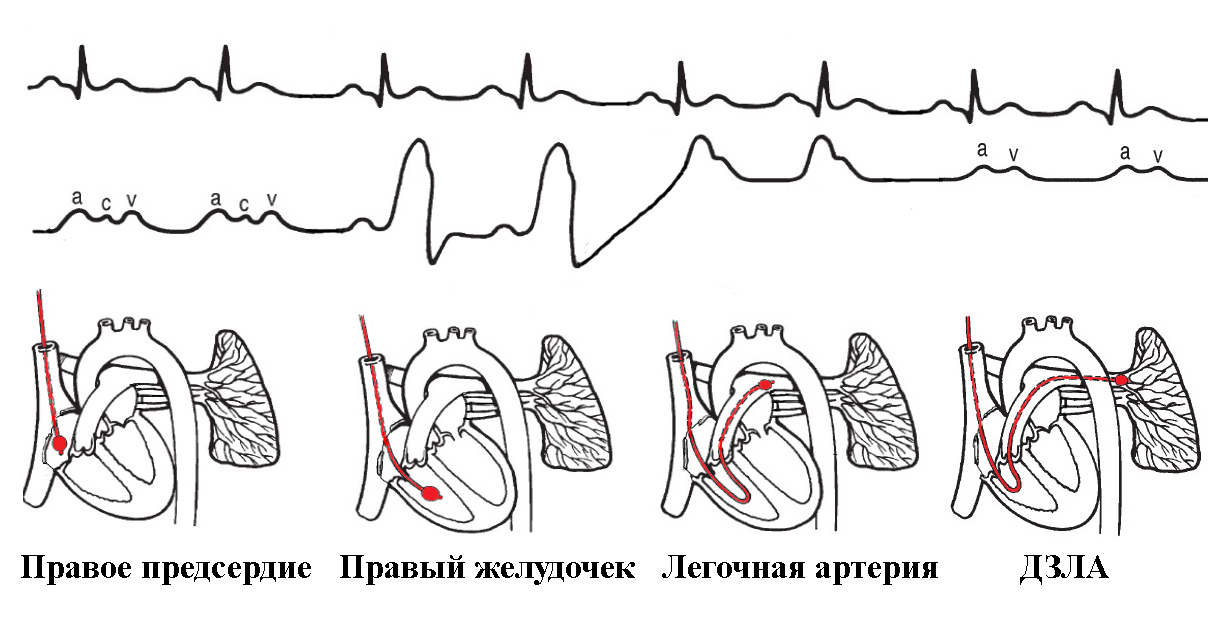
Схема установки катетера лёгочной артерии.

Далее легочной катетер проводится через «катетер-футляр», сориентировав изгиб кончика на 11 часов, на глубину примерно 15-20 см (в зависимости от длины «футляра» и предполагаемого расстояния до правого предсердия). Кончик катетера оказывается в правом предсердии, на мониторе появляется характерная кривая ЦВД (в среднем от 0 до 8 мм рт. ст.).
После попадания конца катетера в правое предсердие и при продвижении его вперед баллончик раздувается. Это необходимо для того, чтобы катетер мигрировал с током крови в легочную артерию, а также для предотвращения травмы эндокарда кончиком катетера. При извлечении катетера баллон должен быть сдут для предотвращения травмы легочных сосудов и клапанов сердца (NB!).
Катетер плавно продвигается дальше и попадает в правый желудочек (обычно на глубине 30 см). Кривая давления на мониторе приобретает размашистый характер: от систолического давления 15-30 мм рт. ст., до диастолического — 0 мм рт. ст.. Из-за раздражения стенок эндокарда правого желудочка часто возникают преходящие экстрасистолы, реже — блокады правой ножки пучка Гиса.
Катетер плавно продвигается дальше (обычно на глубину 35-45 см) и с током крови заносится в легочную артерию. Кривая давления на мониторе при этом характеризуется выраженным подъёмом диастолического давления (около 8 мм . рт. ст.) и приобретает двугорбый характер. При последующем продвижении (обычно на небольшое расстояние, хотя при легочной гипертензии возможно и много дальше из-за расширения диаметра сосудов) кривая давления резко снижает амплитуду, или появляется сдвига по фазе волны V. Это так называемое «заклинивание» легочной артерии, когда раздутый баллончик катетера полностью перекрывает просвет легочного сосуда. Регистрируемое при этом давление заклинивания легочной артерии (ДЗЛА) косвенно отражает давление в левом предсердии. По достижении «заклинивания» баллон сдувают, при этом должна возобновиться кривая ДЛА. Затем определяется калибр ветви ЛА плавным раздутием баллона до появления «заклинивания». Если ДЗЛА появляется до полного раздувания баллончика, то катетер надо подтянуть назад на 3-4 см (предварительно сдув баллон!) во избежания разрыва ЛА. После этого катетер фиксируют на заданной глубине (обычно с помощью защелкивания замка при соединении интродьюсера и защитного стерильного футляра.
Если сложно попасть из ПЖ в ЛА, то можно применить несколько приемов. Например, попросив человека глубже подышать, увеличив тем самым присасывающую силу лёгких и легочный кровоток. Можно поднять головной конец и повернуть стол вправо. Введение холодного изотонического раствора через катетер увеличит его жесткость и облегчит продвижение.

## Осложнения постановки
Первую группу осложнений при постановке катетера Сван-Ганца составляют осложнения как и при пункции центральной вены: пункция артерии, кровотечение (наружное или внутреннее), образование гематомы, повреждение нервов и постпункционная нейропатия, пневмоторакс, воздушная эмболия.
При прохождении катетера в правом желудочке и легочной артерии могут возникать нарушения ритма. Как правило это проходящие нарушения ритма из-за раздражения эндокарда в виде незначимых экстрасистолий, однако возможны и тяжёлые нарушения в виде желудочковой тахикардии и фибрилляции желудочков. Может возникать блокада правой ножки пучка Гиса из-за «перекрытия» данной структуры в правом желудочке. При наличии сопутствующей блокады левой ножки это может вызвать полную AV-блокаду и остановку сердца.
Одно из самых опасных осложнений является разрыв легочной артерии, который в более чем половине случаев ведёт к летальному исходу. Разрыв может случиться из-за продвижения катетера вперед со сдутым баллоном, и наоборот — при движении назад с раздутым. Разрыв может произойти при повторных измерениях давления заклинивания (из-за смещения катетера), поэтому число таких измерений надо строго ограничивать. При повторных попытках катетер следует подтянуть наружу, под контролем давления постепенно раздуть баллон и только потом путём продвижения вперед заклинить. Риск разрыва увеличивается у больных, принимающих антикоагулянты, у пожилых, у женщин, при легочной гипертензии).
Возможно инфицирование катетера, бактериемия, эндокардит, катетер-ассоциированный сепсис, тромбофлебит, флеботромбоз, инфаркт лёгкого.
Возможно узлообразование при проведении катетера и его изгиб, поэтому если при заведении на глубину более расчётной и не достижении ожидаемых изменений катетер следует подтянуть обратно. Возможен разрыв баллончика с опасностью воздушной эмболии при нагнетении в него воздуха. поэтому при малейшем подозрении на разрыв раздувание баллона запрещено. Редко может быть механическая перфорация миокарда и повреждение клапанов сердца.